# Chuck Stevenson
Charles Joseph Stevenson, detto Chuck (Sidney, 15 ottobre 1919 – Benson, 21 agosto 1995), è stato un pilota automobilistico statunitense.
Prese parte a 9 edizioni della 500 Miglia di Indianapolis tra il 1951 e il 1965. Il miglior risultato in gara fu il 6º posto nel 1961
Nel 1952 vinse il campionato nazionale ChampCar AAA.
Tra il 1950 e il 1960 la 500 Miglia faceva parte del Campionato Mondiale, e per questo motivo Stevenson ha all'attivo 5 Gran Premi di Formula 1.

## Risultati in Formula 1
| 1951 | Scuderia              | Vettura  |  |     |  |  |  |  |  |  |  |  |  | Punti | Pos. |
| ---- | --------------------- | -------- |  | --- |  |  |  |  |  |  |  |  |  | ----- | ---- |
| 1951 | Bardahl/Carl Marchese | Marchese |  | Rit |  |  |  |  |  |  |  |  |  | 0     |      |

| 1952 | Scuderia     | Vettura           |  |    |  |  |  |  |  |  |  |  |  | Punti | Pos. |
| ---- | ------------ | ----------------- |  | -- |  |  |  |  |  |  |  |  |  | ----- | ---- |
| 1952 | Bessie Paoli | Kurtis Kraft 4000 |  | 18 |  |  |  |  |  |  |  |  |  | 0     |      |

| 1953 | Scuderia       | Vettura             |  |   |  |  |  |  |  |  |  |  |  | Punti | Pos. |
| ---- | -------------- | ------------------- |  | - |  |  |  |  |  |  |  |  |  | ----- | ---- |
| 1953 | J.C. Agajanian | Kuzma Indy Roadster |  | 9 |  |  |  |  |  |  |  |  |  | 0     |      |

| 1954 | Scuderia       | Vettura             |  |    |  |  |  |  |  |  |  |  |  | Punti | Pos. |
| ---- | -------------- | ------------------- |  | -- |  |  |  |  |  |  |  |  |  | ----- | ---- |
| 1954 | J.C. Agajanian | Kuzma Indy Roadster |  | 12 |  |  |  |  |  |  |  |  |  | 0     |      |

| 1960 | Scuderia          | Vettura |  |  |    |  |  |  |  |  |  |  |  | Punti | Pos. |
| ---- | ----------------- | ------- |  |  | -- |  |  |  |  |  |  |  |  | ----- | ---- |
| 1960 | Leader Cards Inc. | Watson  |  |  | 15 |  |  |  |  |  |  |  |  | 0     |      |

| Legenda | 1º posto     | 2º posto | 3º posto    | A punti         | Senza punti/Non class.  | Grassetto – Pole position Corsivo – Giro più veloce |
| Legenda | Squalificato | Ritirato | Non partito | Non qualificato | Solo prove/Terzo pilota | Grassetto – Pole position Corsivo – Giro più veloce |